# Hilara intuta
Hilara intuta är en tvåvingeart som beskrevs av Collin 1928. Hilara intuta ingår i släktet Hilara och familjen dansflugor. Inga underarter finns listade i Catalogue of Life.